# Clash at the Castle: Scotland
Clash at the Castle: Scotland è stata la seconda edizione dell'omonimo premium live event prodotto dalla WWE, che si è svolto il 15 giugno 2024 all'OVO Hydro di Glasgow, in Scozia ed è stato trasmesso in diretta su Peacock negli Stati Uniti e sul WWE Network nel resto del mondo.
L'evento, annunciato il 1º aprile 2024, è stato il primo premium live event nella storia della federazione a svolgersi in Scozia e la prima edizione di Backlash a svolgersi fuori dal Nord America. Inoltre il 14 giugno la Scozia ha ospitato anche la puntata settimanale di SmackDown. I biglietti sono stati messi in vendita a partire dal 12 gennaio 2024.

## Storyline
Nella puntata di Raw del 13 maggio, Damian Priest accettò la proposta di Drew McIntyre di una rivincita per il World Heavyweight Championship una volta che lo scozzese si sarà ripreso da un infortunio, dopo l'incasso della valigetta Money in the Bank attuato dal membro Judgment Day a WrestleMania XL in seguito all'attacco di CM Punk ai danni McIntyre. Il 25 maggio durante King & Queen of the Ring, Triple H annunciò che McIntyre ha ricevuto il via libera dei medici per tornare a combattere ufficiallizzando così il loro match titolato. Nella puntata di Raw del 10 giugno, l'ultima precedente all'evento, il campione Priest sancì un match quella stessa sera tra l'amico Finn Bálor e McIntyre, dopo le dichiarazioni di quest'ultimo dove affermò che non sarebbe stato in grado di vincere senza l'aiuto del Judgment Day ed in caso di vittoria di McIntyre, la stable sarebbe stata bandita da bordo ring durante l'incontro. Più tardi nel main event, Mcintyre sconfisse Bálor.
Il 4 maggio a Backlash France, Cody Rhodes riuscì a battere AJ Styles conservando nella sua prima difesta titolata ufficiala. Nella puntata di SmackDown del 24 maggio, Styles chiese al general manager Nick Aldis una rivincita contro Rhodes, affermando anche che non gli resta molto tempo da trascorrere sul ring e che questa potrebbe essere la sua ultima possibilità per vincere un titolo, ma Aldis rifiutò l'idea. La settimana successiva, Styles si presentò sul ring per tenere un promo nel quale stava apparentemente annunciando il suo ritiro chiamando anche Rhodes sul ring per cedergli il testimone, ma una volta che il campione salì sul ring lo attaccò chiedendo così un'ultima opportunità per il titolo. La settimana seguente, Rhodes accettò la richiesta del rivale a patto che la stipulazione fosse un "I quit" match valido per il WWE Championship e il WWE Universal Championship, con Nick Aldis che rese ufficiale il match.
Nella puntata di SmackDown del 10 maggio, la WWE Women's Champion Bayley disse di voler vedere in azione l'amica Jade Cargill nel primo turno del Queen of the Ring Tournament che sarebbe disputato quella sera, rendendo furiose Chelsea Green e Piper Niven, quest'ultima avversaria della Cargill che vinse il match più tardi nella serata. Le due continuarono a provocare la campionessa nelle settimane successive fino ad un match non titolato tra lei e Green, che venne vinto dalla campionessa che però subì l'attacco di Niven al termine dell'incontro. Nella puntata del 31 maggio si tenne un tag team match tra Bayley e Naomi contro Niven e Green, con quest'ultime due che ne uscirono da vincitrici. Più tardi nella serata venne così ufficializzato il match titolato tra Bayley e Piper Niven.
A King & Queen of the Ring, Sami Zayn è riuscito a sconfiggere Bronson Reed e Chad Gable conservando il suo WWE Intercontinental Championship. Nella puntata di Raw del 27 maggio, Otis perse contro Reed anche per colpa di Gable che dopo il match volle colpirlo con una cinghia alla schiena ma venne fermato da Maxxine Dupri, che venne però rimproverata e rispedita nel backstage da Gable. A questo punto, intervenne Zayn che chiese ad Otis per quanto ancora avrebbe dovuto subire le umiliazioni da parte di Gable, non riuscendo però a ribellarsi e aiutandolo a colpire Gable. La settimana successiva, Zayn chiamò Gable sul ring che mandò tuttavia i suoi compagni Otis, Maxxine Dupri e Akira Tozawa come suoi messaggeri, i quali chiesero un match titolato per Gable che si presentò poi per attaccare alle spalle il campione. Gable se la prese nuovamente con Otis ma venne fermato da Tozawa che venne a sua volta rimproverato insieme a Maxxine Dupri con Gable che gli spinse sull'apron del ring. Otis stanco della situazione intervenne rincurando gli amici mentre Zayn e Gable combattevano ma quest'ultimo venne schiantato addosso ad Otis che a sua volta andò addosso ai suoi amici facendoli cadere ed infortunandoli. Otis non si ribellò nemmeno questa volta e attaccò Zayn sotto la guida di Gable.
Nella puntata di Raw del 20 maggio, Shayna Baszler e Zoey Stark vinsero un fatal four-way tag team match che comprendeva anche Kayden Carter e Katana Chance, Maxxine Dupri ed Ivy Nile, e Dakota Kai e Kairi Sane per determinare il posto di sfidanti al WWE Women's Tag Team Championship di Bianca Belair e Jade Cargill. Nell'episodio seguente si tenne il match titolato tra le campionesse e le sfidanti che venne però interrotto da Alba Fyre ed Isla Dawn che attaccarono le campionesse. La stessa settimana a SmackDown, dopo aver parlato con il general manager Nick Aldis, le campionesse accettarono di difendere i loro titoli in un triple threat tag team match. Nell'episodio di Raw del 10 giugno, si tenne un incontro tra le due coppie di sfidanti che venne vinto da Baszler e Stark.

## Risultati
| # | Match                                                                                                | Stipulazioni                                                           | Durata |
| - | --- | ---------------------------------------------------------------------- | ------ |
| 1 | Cody Rhodes (c) ha sconfitto AJ Styles                                                               | "I quit" match per il WWE Championship e il WWE Universal Championship | 27:45  |
| 2 | Alba Fyre e Isla Dawn hanno sconfitto Jade Cargill e Bianca Belair (c) e Shayna Baszler e Zoey Stark | Triple threat tag team match per il WWE Women's Tag Team Championship  | 12:10  |
| 3 | Sami Zayn (c) ha sconfitto Chad Gable (con Otis e Maxxine Dupri)                                     | Single match per il WWE Intercontinental Championship                  | 22:15  |
| 4 | Bayley (c) ha sconfitto Piper Niven (con Chelsea Green)                                              | Single match per il WWE Women's Championship                           | 13:30  |
| 5 | Damian Priest (c) ha sconfitto Drew McIntyre                                                         | Single match per il World Heavyweight Championship                     | 20:20  |